# خيرمان شافاريا
خيرمان شافاريا (بالإسبانية: Germán Chavarría)‏ هو لاعب كرة قدم ومدرب كرة قدم كوستاريكي في مركز الدفاع، ولد في 19 مارس 1958 في سان خوسيه في كوستاريكا. شارك مع منتخب كوستاريكا لكرة القدم. أما مع النوادي، فقد لعب مع نادي هيريديانو.

## وصلات خارجية
- خيرمان شافاريا على موقع الاتحاد الدولي (مؤرشف)  (الإنجليزية)
- خيرمان شافاريا على موقع قاعدة بيانات كرة القدم.إي يو (الإنجليزية)
- خيرمان شافاريا على موقع ناشيونال فوتبول تيمز (الإنجليزية)
- خيرمان شافاريا على موقع Soccerway.com (الإنجليزية)
- خيرمان شافاريا على موقع عالم كرة القدم.نت (الإنجليزية)
- خيرمان شافاريا على موقع أوليمبيديا (الإنجليزية)